# Marina Jewgenjewna Kim

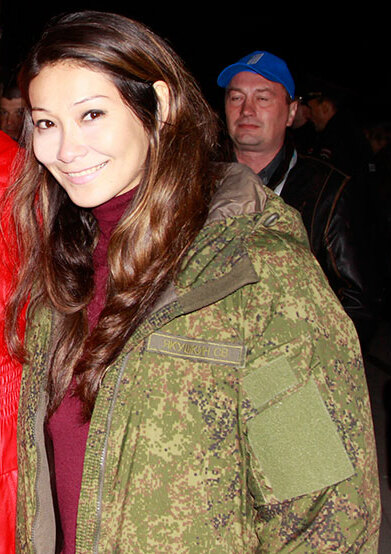
Marina Jewgenjewna Kim, 2016

Marina Jewgenjewna Kim (russisch Марина Евгеньевна Ким; * 11. August 1983 in Leningrad) ist eine russische Fernsehmoderatorin und Schauspielerin mit koreanischen Wurzeln.

## Werdegang
Marina Kim wurde 1983 als Tochter eines Geschäftsmanns und einer Hochschullehrerin in Leningrad geboren. Marinas Vater gehörte der koreanischen Minderheit (sogenannte Korjo-Saram) in der Sowjetunion an. Ihre Mutter unterrichtete an der Lesgaft-Akademie für Leibesübungen in Leningrad. Nach dem Abitur begann Marina an der Staatlichen Universität Sankt Petersburg das Fach Internationale Beziehungen zu studieren. Im Alter von 19 Jahren unterbrach sie ihr Studium wegen des Umzuges nach Moskau, wo sie in das Staatliche Moskauer Institut für Internationale Beziehungen eintrat. Im letzten Studienjahr begann sie ihre Fernsehkarriere. Von 2004 bis 2007 arbeitete sie beim Medienunternehmen RBK. 2012 nahm sie an der siebten Staffel von der russischen Version der Sendung Dancing with the Stars teil und erreichte den zweiten Platz mit ihrem Tanzpartner Alexander Litwinenko (russisch Александр Литвиненко). Von 2014 bis 2017 moderierte sie die Sendung Guten Morgen (russisch Доброе утро), die im Ersten Fernsehkanal (Perwy kanal) ausgestrahlt wird. Seit 2018 moderiert sie dort eine Talkshow.